# Province de Santiago de Chuco
La province de Santiago de Chuco (en espagnol : Provincia de Santiago de Chuco) est l'une des douze  provinces de la région de La Libertad, au Pérou. Son chef-lieu est la ville de Santiago de Chuco.

## Géographie
La province couvre une superficie de 2 658,96 km2. Elle est limitée au nord par la province d'Otuzco et la province de Sánchez Carrión, à l'est par la province de Pataz, au sud par la région d'Ancash et à l'ouest par la province de Virú et la province de Julcán.

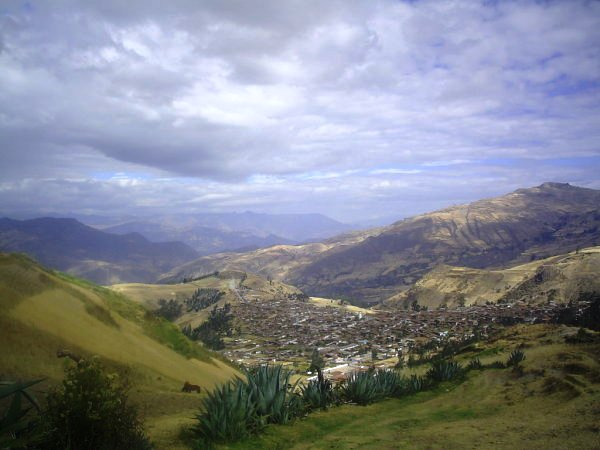
Une vue panoramique de la ville de Santiago de Chuco, vue de la colline San Cristobal, le belvédère de notre ville

## Histoire
La province fut créée le 3 novembre 1900.

## Population
La population de la province s'élevait à 57 526 habitants en 2005.

## Subdivisions
La province de Santiago de Chuco est divisée en neuf districts :
- Angasmarca
- Cachicadán
- Calipuy
- Mollebamba
- Mollepata
- Quiruvilca
- Santa Cruz de Chuca
- Santiago de Chuco
- Sitabamba